# Vianney Mulliez
Vianney Mulliez (* 5. März 1963 in Roubaix) ist ein französischer Unternehmer und Manager.

## Leben
Vianney Mulliez entstammt einer Unternehmerdynastie und ist der Sohn von Damien Mulliez, einem Cousin des Gründers der Auchan-Gruppe Gérard Mulliez. Nach dem Schulbesuch nahm er ein Studium an der École des hautes études commerciales de Paris auf, das er 1984 mit dem Diplom abschloss. Im Anschluss arbeitete er acht Jahre lang für PricewaterhouseCoopers, zuletzt in leitender Position. 1992 gründete er die Treuhandgesellschaft MBV & Associés, der er bis 1998 vorstand.
Mulliez war von 1998 bis 2002 Finanzdirektor der Großhandels- und Warenhauskette Auchan und von 2002 bis 2004 Direktor für Internationale Entwicklung der Auchan-Gruppe. Von 2004 bis 2006 war er als Präsident von Immochan Leiter des Immobiliengeschäftes der Auchan-Gruppe. Nach dem Rücktritt von Gérard Mulliez wählte ihn der Aufsichtsrat der Dachgesellschaft Association Familiale Mulliez am 10. Mai 2006 zu seinem Vorsitzenden. Diese Funktion übte er bis Sommer 2010 aus, als er im Zuge einer Neustrukturierung des Unternehmens zum Vorstandsvorsitzenden (Président du conseil d'administration und président du comité exécutif) der Auchan-Gruppe bestellt wurde.
Vianney Mulliez ist verheiratet und hat drei Kinder.

## Ehrungen und Auszeichnungen
- 2013: Ritter der Ehrenlegion[4]